# Johann Pregesbauer
Johann Pregesbauer (ur. 9 czerwca 1955 w Wiedniu) – piłkarz austriacki grający na pozycji obrońcy.

## Kariera klubowa
Całą swoją karierę piłkarską Pregesbauer spędził w klubie Rapid Wiedeń. W sezonie 1974/1975 zadebiutował w jego barwach w austriackiej Bundeslidze za kadencji trenera Ernsta Hlozka. Od 1976 roku był podstawowym zawodnikiem Rapidu. W 1976 roku osiągnął z Rapidem swój pierwszy sukces w karierze, gdy wywalczył Puchar Austrii. W 1982 roku po raz pierwszy w karierze został mistrzem kraju. W 1983 roku sięgnął po dublet - mistrzostwo i Puchar Austrii, a w latach 1984 i 1985 ponownie zdobywał krajowy puchar. Wiosną 1985 roku dotarł do finału Pucharu Zdobywców Pucharów (nie grał w przegranym 1:3 finale z Evertonem). W 1986 roku zakończył karierę piłkarską. W barwach Rapidu rozegrał 184 mecze i strzelił 13 goli.
| Sezon   | Klub         | Kraj    | Rozgrywki  | Mecze | Bramki |
| ------- | ------------ | ------- | ---------- | ----- | ------ |
| 1974/75 | Rapid Wiedeń | Austria | Bundesliga | 1     | 0      |
| 1975/76 | Rapid Wiedeń | Austria | Bundesliga | 9     | 0      |
| 1976/77 | Rapid Wiedeń | Austria | Bundesliga | 23    | 0      |
| 1977/78 | Rapid Wiedeń | Austria | Bundesliga | 26    | 0      |
| 1978/79 | Rapid Wiedeń | Austria | Bundesliga | 34    | 0      |
| 1979/80 | Rapid Wiedeń | Austria | Bundesliga | 34    | 4      |
| 1980/81 | Rapid Wiedeń | Austria | Bundesliga | 35    | 4      |
| 1981/82 | Rapid Wiedeń | Austria | Bundesliga | 34    | 4      |
| 1982/83 | Rapid Wiedeń | Austria | Bundesliga | 29    | 0      |
| 1983/84 | Rapid Wiedeń | Austria | Bundesliga | 29    | 0      |
| 1984/85 | Rapid Wiedeń | Austria | Bundesliga | 18    | 0      |
| 1985/86 | Rapid Wiedeń | Austria | Bundesliga | 12    | 1      |

## Kariera reprezentacyjna
W reprezentacji Austrii Pregesbauer zadebiutował 4 czerwca 1980 roku w zremisowanym 1:1 towarzyskim spotkaniu z Węgrami. W 1982 roku był w kadrze Austrii na Mundialu w Hiszpanii. Na tym turnieju zagrał w jednym meczu, z Irlandią Północną (2:2). Od 1980 do 1984 roku rozegrał w reprezentacji narodowej 10 meczów.